# Commemorative Air Force
La Commemorative Air Force (CAF, Fuerza Aérea Conmemorativa en inglés), anteriormente conocida como Confederate Air Force, es una organización sin fines de lucro estadounidense con sede en Dallas, Texas, dedicada a conservar y exhibir aviones militares históricos en espectáculos aéreos, principalmente en Estados Unidos y Canadá.
La CAF tiene aproximadamente 13.000 miembros, más de 70 unidades y más de 170 aviones. También posee la colección más grande de aviones militares en condición de vuelo.

## Historia
El origen de la Commemorative Air Force es la organización llamada Confederate Air Corps (CAC, Cuerpo Aéreo Confederado) creada por Oscar Harper en Montgomery, Alabama, en 1953. Liderada por los personajes ficticios "Thaddeus P. Throckmorton" y su oficial de reclutamiento "Jethro Culpepper", el CAC estableció varias características que más tarde serían características clave de la CAF: humor sureño, un sistema de membresía en donde cada miembro tenía el rango de Coronel y el grito de formación Semper, Mint Julep (Siempre julepe de menta).

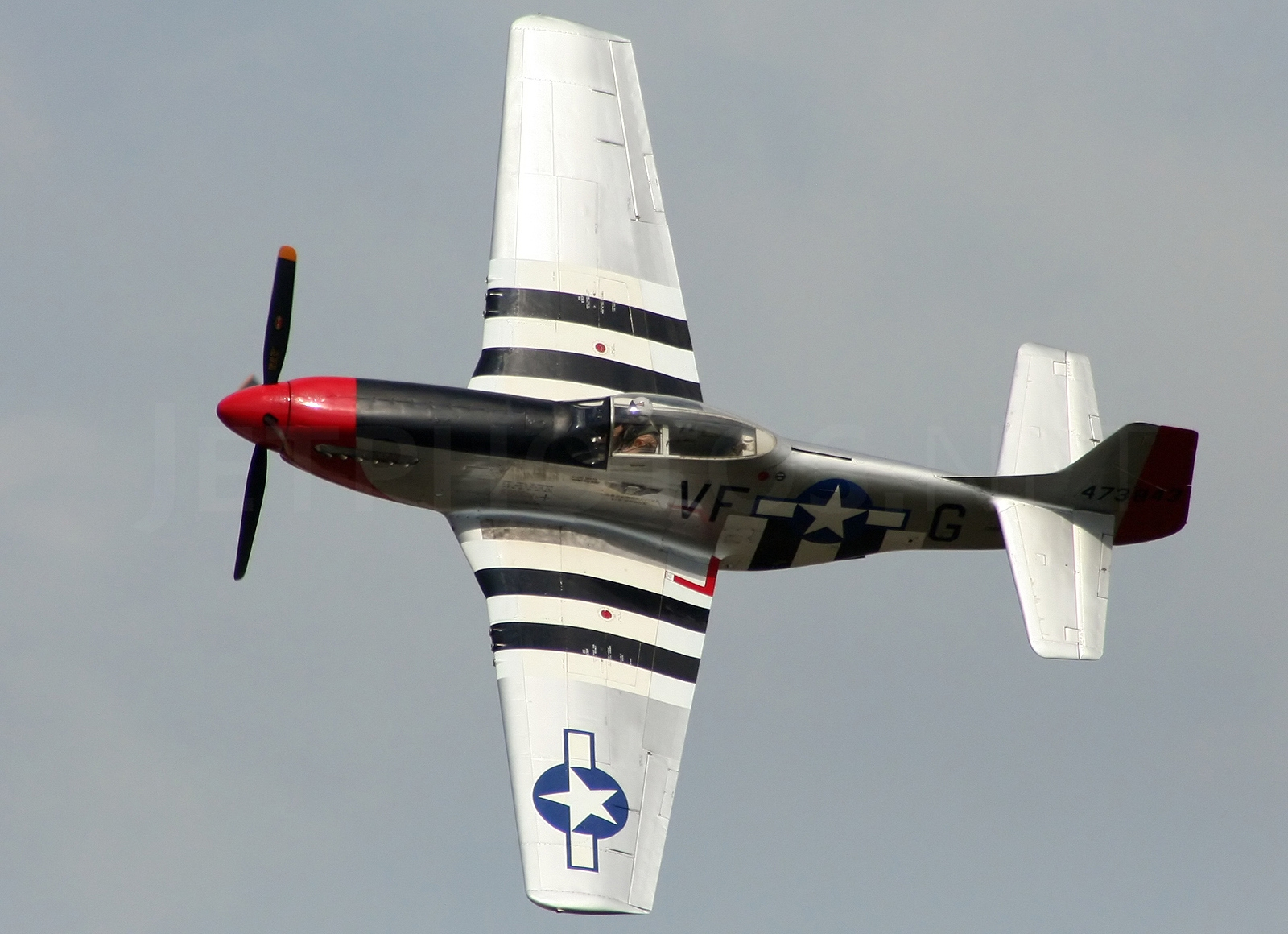
El P-51D Red Nose fue el primer avión de la CAF.

En 1957, Lloyd Nolen y cuatro amigos compraron un North American P-51 Mustang, cada uno pagando su parte de los 1.500 dólares que costó el avión. Con la compra del P-51 Mustang, conocido como Red Nose, se fundó extraoficialmente el grupo que pasaría a ser la CAF. En 1958, el grupo hizo su segunda compra de dos Grumman F8F Bearcat por 805 dólares cada uno. Junto al P-51, estos le ofrecieron a los pilotos los cazas con motor de pistón más avanzados que sirvieron con las Fuerzas Aéreas del Ejército de los Estados Unidos y la Armada de los Estados Unidos.
En 1960, la CAF empezó a buscar seriamente otros aviones militares de la Segunda Guerra Mundial. Los coroneles de la CAF estaban atónitos al descubrir que los aviones que tuvieron un importante papel en la victoria eran desmantelados de forma rápida y sistemática por ser obsoletos, sin que la Fuerza Aérea de los Estados Unidos o la Armada hiciesen algún esfuerzo por conservar algunos en exhibición para las futuras generaciones. La mayoría de aviones militares que se encontraban en condición de vuelo eran propiedad de particulares y habían sido modificados para carreras aéreas, o habían sido transformados en aviones de carga o antiincendios.
El 6 de septiembre de 1961, la CAF fue inscrita en Texas como una corporación sin fines de lucro para restaurar y conservar aviones de combate de la Segunda Guerra Mundial. A fines del mismo año, la flota de la CAF tenía 9 aviones. Hacia 1963, el grupo había logrado su meta inicial de comprar un ejemplar de cada caza estadounidense de la Segunda Guerra Mundial. Su primer espectáculo aéreo tuvo lugar el 10 de marzo de 1963.

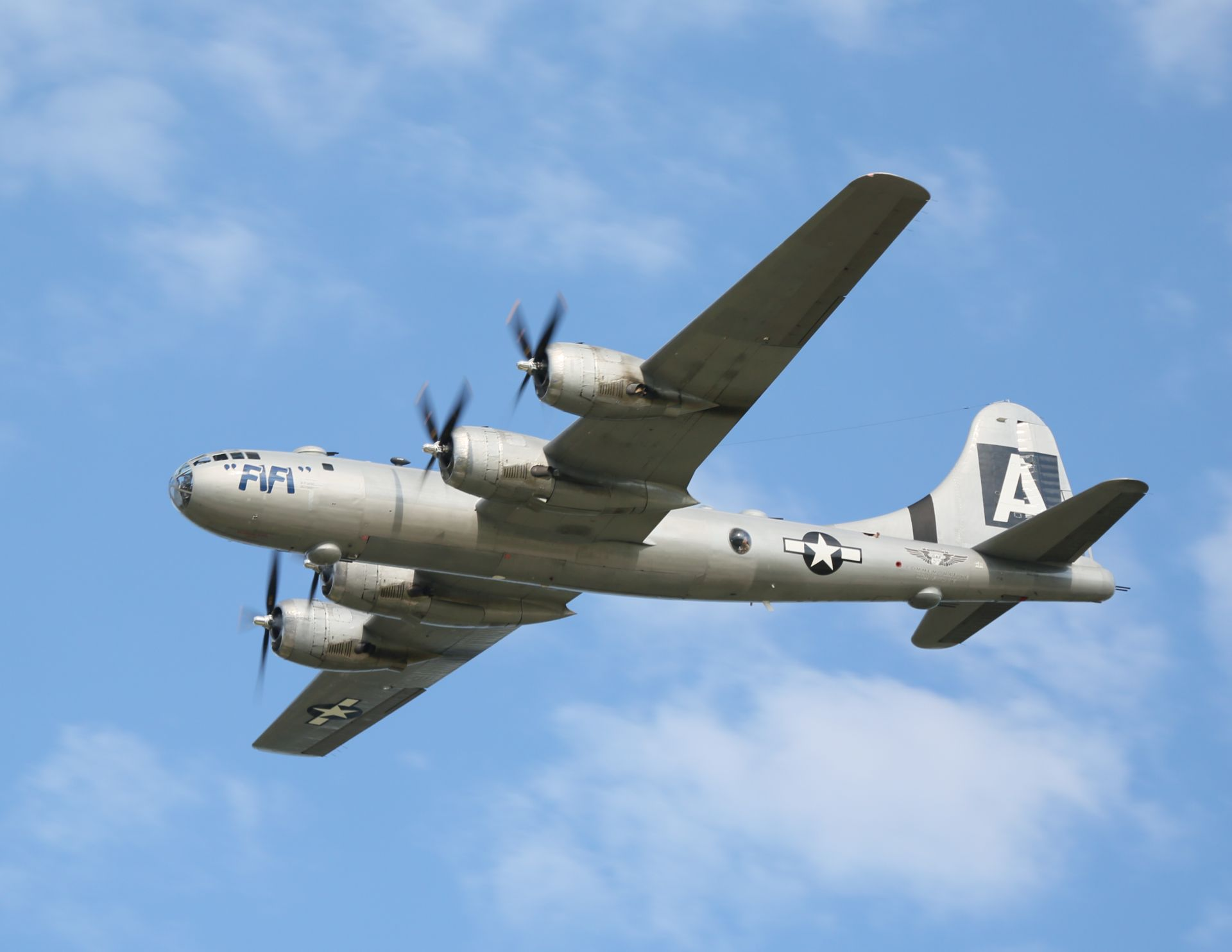
La CAF añadió a su colección el B-29 FIFI en la década de 1970.

En 1965 se terminó de construir el primer museo en el antiguo aeródromo Rebel Field en Mercedes, Texas. La CAF creó un nuevo Rebel Field en Harlingen, Texas, cuando se mudaron allí en 1968, ocupando tres grandes edificios que incluían 2.400 m² de espacio museístico. La flota de la CAF continuaba creciendo. Para fines de la década, la flota de la CAF incluía bombarderos medios y pesados como el  North American B-25 Mitchell, el Boeing B-17 Flying Fortress y el Consolidated B-24 Liberator. En 1971 añadieron uno de los dos Boeing B-29 Superfortress en condiciones de vuelo, llamado FIFI.
En 1976, la CAF patrocinó un espectáculo aéreo donde un B-29 piloteado por Paul Tibbets, el piloto al mando del avión que bombardeó Hiroshima en la Segunda Guerra Mundial, recreó el bombardeo atómico de Hiroshima (con una nube en forma de hongo simulada). Este espectáculo aéreo hizo que el gobierno japonés presente una queja formal ante la embajada de Estados Unidos en Tokio, por lo que el gobierno estadounidense presentó una disculpa.
En 1983 se fundó la American Airpower Heritage Foundation para apoyar financieramente a la CAF.
Los logros del grupo fueron reconocidos en 1989, cuando ganó el Spirit of Flight Award de la National Aviation Hall of Fame. En ese mismo año, el gobernador de Texas William Clements firmó una resolución que nombraba a la CAF como la Fuerza Aérea de Texas.
En 1990, la CAF añadió dos corporaciones más. La primera fue el American Airpower Heritage Flying Museum, encargado de obtener y renovar las tarjetas de propiedad de los aviones de la CAF. La segunda fue el American Airpower Heritage Museum, encargado de albergar y mantener los aviones y otras muestras en exhibición estática.

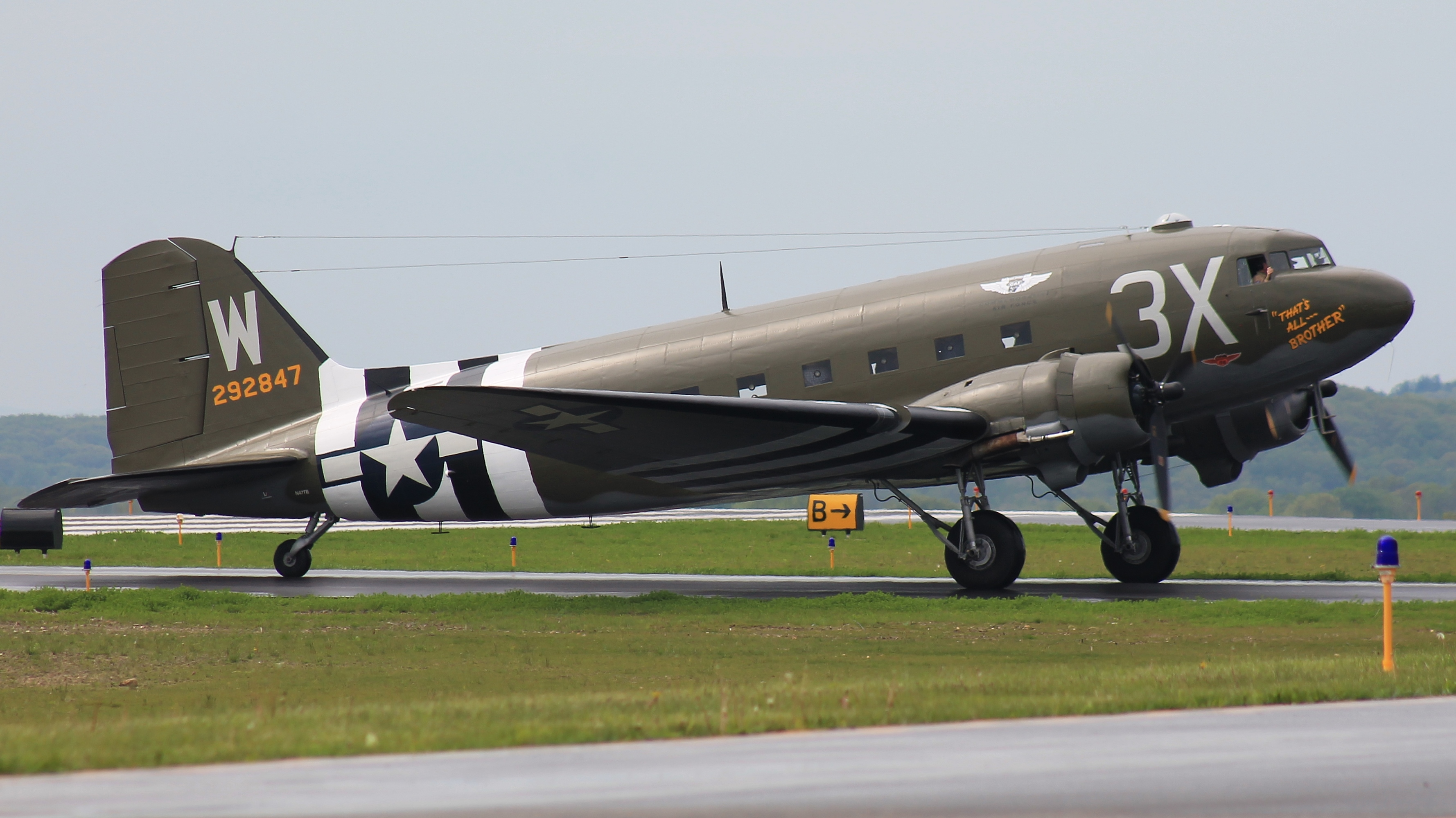
El C-47 That's All, Brother de la CAF fue el avión que encabezó la principal invasión aerotransportada de Normandía durante el Día D.

 En 1991 la CAF mudó su sede operativa a Midland, Texas. Una vez instalado allí, el grupo abrió el CAF Airpower Museum y el American Combat Airman Hall of Fame.
En abril de 2014, la CAF anunció la mudanza de su cuartel general y todos los aviones asociados a este al Dallas Executive Airport de la ciudad homónima. El museo y sus piezas (incluyendo la colección de arte de morro) se mudó a la nueva sede en Dallas, donde opera como el Centro Educativo de la Aviación Nacional Henry B. Tippie.
En 2015, la CAF compró el Douglas C-47 Skytrain That's All, Brother, el avión que encabezó la principal invasión aerotransportada de Normandía durante el Día D.

### Accidentes e incidentes
- El 28 de septiembre de 1995, un Martin B-26 Marauder operado por la CAF se estrelló cerca de Odessa, Texas, muriendo sus cinco tripulantes.[16] La JNST descubrió que el piloto no mantuvo la velocidad mínima de vuelo.[17][18]

- El 14 de abril de 2001, el piloto de un Fairchild PT-19A de la CAF murió al estrellarse poco después de despegar del Aeropuerto Internacional de Midland; el único pasajero del avión sobrevivió.[19] La JNST citó que el piloto "no pudo mantener la velocidad de vuelo y entró en barrena sin darse cuenta".[20]

- El 14 de mayo de 2001, los dos tripulantes de un Vultee BT-13A de la CAF murieron cuando este se estrelló al sureste de Odessa, Texas.[21] La JNST descubrió que el piloto no mantuvo la velocidad mínima de vuelo.[22]

- El 10 de julio de 2003, los dos tripulantes de un CASA 2.111D[23] de la CAF murieron cuando este se destruyó en un aterrizaje forzoso. El avión estaba intentando aterrizar en el Aeropuerto municipal de Cheyenne, cerca de Cheyenne, Wyoming, mientras se dirigía desde Midland, Texas, a un espectáculo aéreo en Missoula, Montana. Los testigos afirmaron que al avión se le apagó un motor durante la etapa final de aproximación y atravesó una cerca de tela metálica antes de impactar contra un edificio en construcción. Resultaron muertos el piloto de la CAF Neil R. Stamp y el copiloto Charles S. Bates.[24]

- El 16 de junio de 2005, un PT-26 Cornell de la CAF se estrelló en Williamson, Georgia, muriendo ambos tripulantes.[17][25] La JNST descubrió que el piloto "intentó despegar con los flap extendidos".[26]

- El 12 de noviembre de 2022, durante el espectáculo aéreo Wings Over Dallas, dos aviones de la CAF - un Bell P-63F y el Boeing B-17G Texas Raiders - colisionaron en el aire y murieron seis personas.[27]

## Membresía
Al presente, la Commemorative Air Force tiene más de 12.000 miembros, incluyendo a más de 70 grupos regionales, llamados alas o destacamientos, en 27 estados de los Estados Unidos y en tres países. Varios cientos de miembros sirven activamente como pilotos y/o personal de mantenimiento en vuelo o en tierra, dedicados a conservar aviones de combate estadounidenses. La CAF es una organización voluntaria, formada por miembros con variados trasfondos. La membresía está abierta a cualquier persona de 18 años de edad o más, mientras que la membresía de cadete está disponible para las personas de más de 12 años de edad. Aunque es un grupo 501(c)(3) sin fines de lucro y libre de impuestos, la CAF ha recibido apoyo financiero de los gobiernos locales y estatales tanto durante su mudanza a Dallas como durante su estadía en Midland.

## Organización
El American Airpower Heritage Group es la organización matriz y está formada por cuatro corporaciones separadas:
- La Commemorative Air Force, que es la asociación de membresía
- Una fundación, que controla los bienes muebles e inmuebles, así como el financiamiento
- Un museo, que administra los aviones en exhibición estática
- Un museo volante, que opera los aviones en condición de vuelo

## Nombre
Su nombre original, Confederate Air Force, hacía alusión a los Estados Confederados de América y empezó como una broma interna, burlándose de los modestos inicios de la organización. Mientras la colección de aviones militares en el Aeropuerto Central Valley de Mercedes, Texas, empezaba a crecer, alguien pintó el nombre en un lado del P-51 Mustang Red Nose. El nombre se popularizó, a tal punto que el aeropuerto fue rebautizado Rebel Field, todos los miembros eran llamados "Coronel" (una tradición que todavía se mantiene) y llevó a la creación del líder ficticio llamado Coronel Jethro E. Culpepper. La CAF incluso llegó a parodiar la vieja carta de identificación del Grupo Voluntario Estadounidense Tigres Voladores de la Segunda Guerra Mundial, que decía: "Este extranjero ha venido a China para ayudar en la guerra. Soldados y civiles, todos y cada uno, deben rescatarlo, protegerlo y ofrecerle atención médica." La versión de la CAF, vista en las espaldas de los trajes y chaquetas de vuelo, decía: "Este es un aviador de la CAF. Si lo encuentra perdido o inconsciente, por favor ocúltelo a los yanquis, revívalo con julepe de menta y ayúdelo a retornar a territorio amigo. CONFEDERATE AIR FORCE."

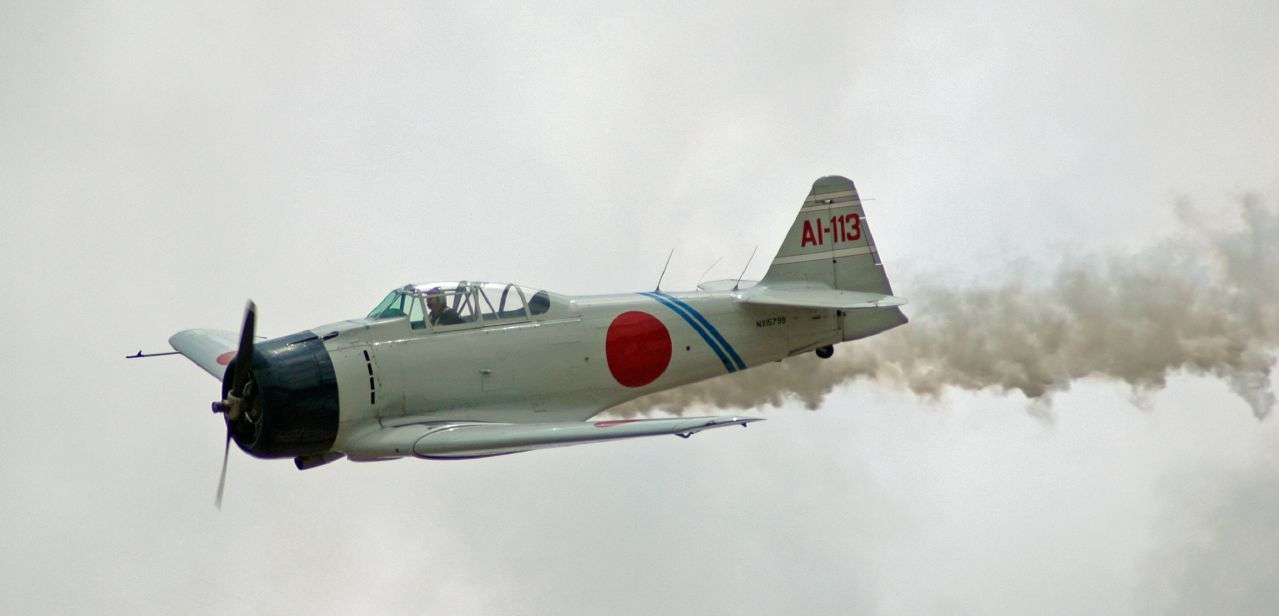
Un North American T-6 Texan modificado para parecerse a un Mitsubishi A6M Zero, piloteado por el grupo Tora! Tora! Tora! de la CAF.

En noviembre de 2000, el grupo votó para cambiar su nombre, empleando solamente el acrónimo CAF hasta que se eligiera un nombre permanente. Después de una votación de los miembros en 2001, el grupo cambió su nombre a Commemorative Air Force y este entró en vigor el 1 de enero de 2002. Muchos sentían que el nombre Confederate Air Force se prestaba a confusiones, no reflejaba precisamente el propósito de la organización y afectaba negativamente los esfuerzos por obtener fondos. Según el jefe de personal de la CAF Ray Kinney, "en la mente de muchas personas, la palabra 'confederación' trae imágenes de esclavitud y discriminación. Nosotros, de ninguna manera, estamos asociados con ese tipo de cosas. Por lo que, en cierto modo, nos daba una mala reputación."

## Aviones

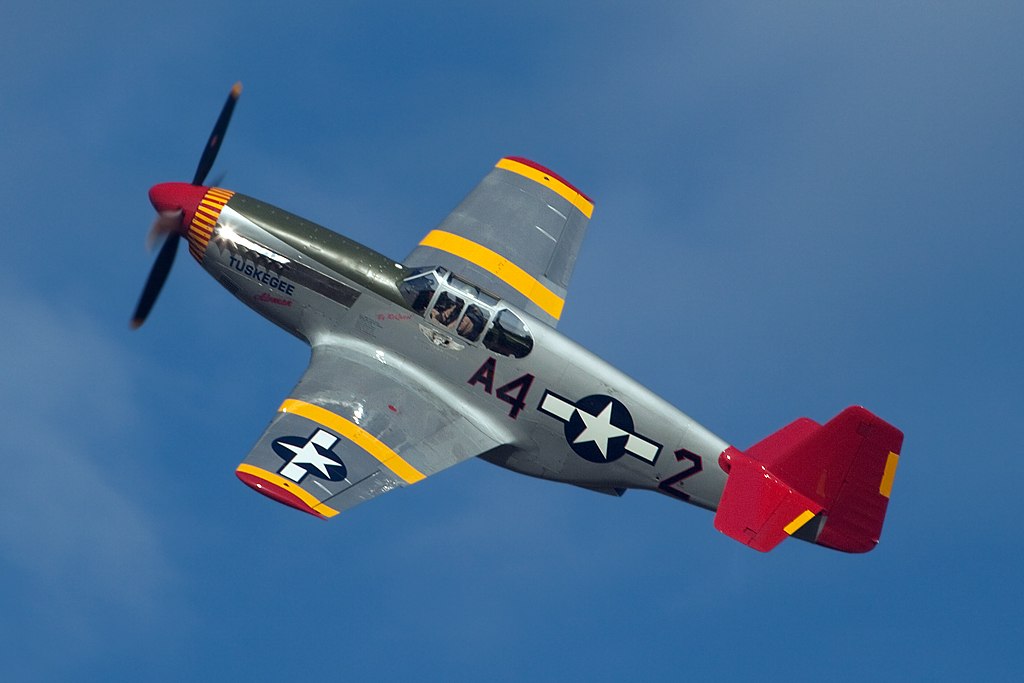
Un P-51C Mustang con las insignias de los Pilotos de Tuskegee.

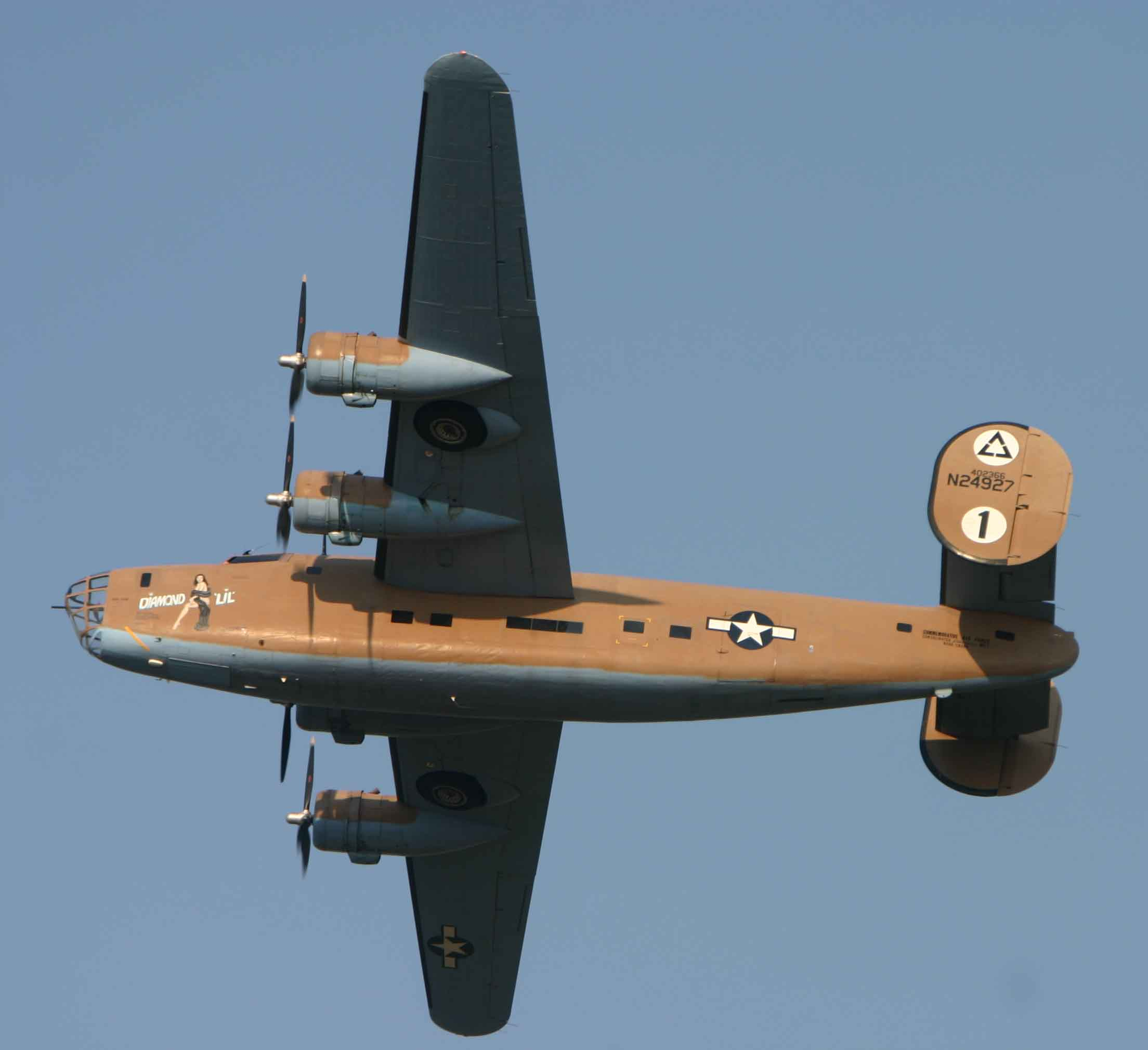
El B-24 Diamond Lil de la Commemorative Air Force. El bombardero fue devuelto a la configuración de un B-24A en 2007.

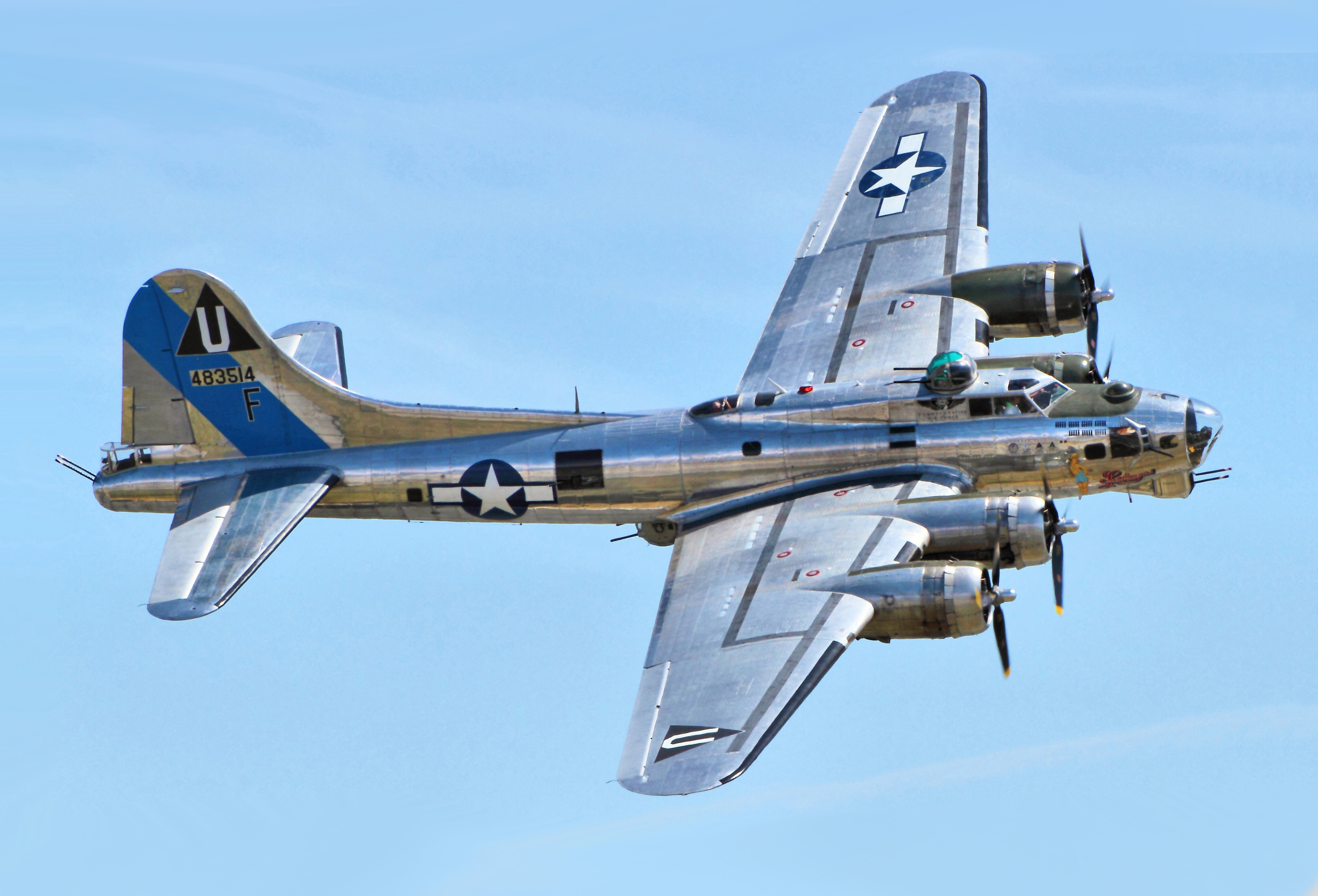
El B-17G Sentimental Journey de la CAF efectúa breves vuelos desde su base en Falcon Field, ubicada en Mesa, Arizona.

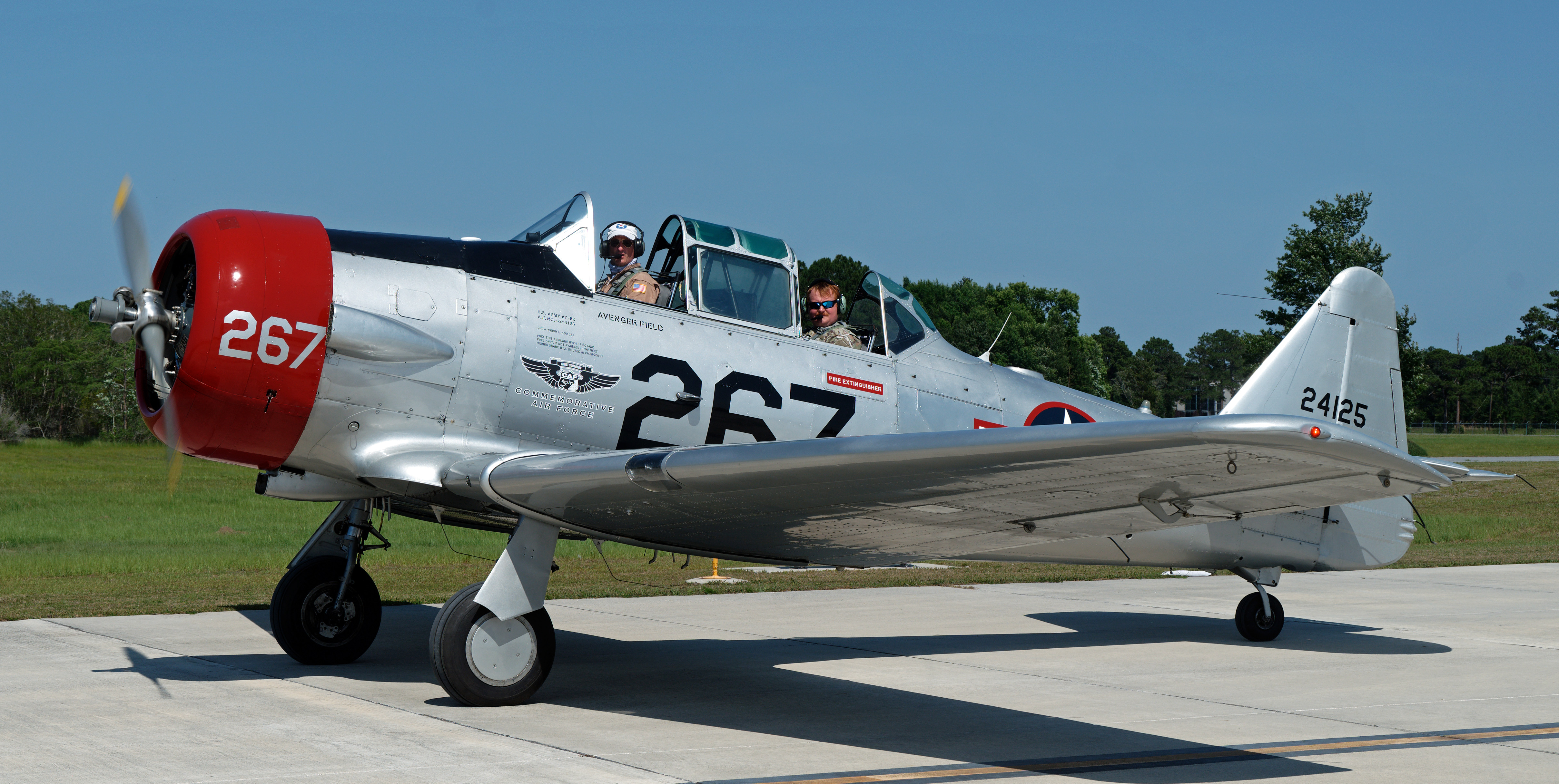
El T-6 Texan, llamado Nella, listo para despegar.

En 2022, la CAF posee 179 aviones. Toda la colección de aviones de la CAF es conocida como el CAF Ghost Squadron. Sus aviones van desde los pequeños Stinson L-5 Sentinel y Ryan PT-22 Recruit, a los grandes Boeing B-29 Superfortress, Boeing B-17 Flying Fortress y Consolidated Liberator B Mk I/B-24A Liberator AM927. Muchos de los aviones de la CAF son escasos - la CAF opera uno de los dos ejemplares en condición de vuelo del Boeing B-29 Superfortress, así como el único Curtiss SB2C Helldiver en condición de vuelo. Otros, tales como el B-24/LB-30 Liberator, el Mitsubishi A6M Zero y el Douglas SBD Dauntless solamente son uno de los dos o tres ejemplares de su tipo en condición de vuelo. La CAF también opera aviones del Eje y del Pacto de Varsovia, como el MiG 17 Fresco C
| - Aeronca L-3E Defender LIL' Show Me - Aeronca L-16A - Base aérea Arizona - Réplica del bombardero en picado Aichi D3A Val (un North American SNJ modificado) - Beechcraft 18/C-45/SNB/JRB - Beech AT-11 Kansan - Beechcraft D-18S A-235 - Base aérea Arizona - Beechcraft UC-45J Navigator 51242 - Ala de Texas Central - Beech T-34A Mentor (A-45) - Bell P-39Q Airacobra 42-19597 - Ala de Texas Central - Bell P-63 - Bell P-63A-6-BE Kingcobra 42-68941 - Base aérea Georgia - Boeing-Stearman PT-17 Kaydet (USN N2S) - Stearman N2S-4 c/n 75-4894 - Base aérea Arizona - Stearman N2S c/n 75-8291 - Ala de Utah - Boeing B-17 Flying Fortress - Boeing B-17G Flying Fortress Sentimental Journey 44-83514 - Base aérea Arizona - Boeing B-29 Superfortress FIFI 44-62070 - CASA 352L (Junkers Ju 52 construido bajo licencia en España) avión de transporte/bombardero alemán - Cessna UC-94/C-165 (Airmaster) - Cessna UC-78 Bobcat (RCAF Crane) 1632 - Escuadrón Wright Stuff - Cessna UC-78B Bobcat 43-32578 - Ala Jayhawk - Consolidated B-24A/LB-30/Liberator I/C-87 40-2366 Diamond Lil (ex-RAF AM927) - Consolidated PBY-6A Catalina BuNo 64092 - Escuadrón del lago Superior - Consolidated PBY-6A Catalina BuNo 64097 - Escuadrón del lago Superior - Curtiss C-46F-1-CU Commando China Doll 44-78663 - Ala del sur de California - Curtiss P-40 Warhawk (Kittyhawk y Tomahawk) - Curtiss P-40N Warhawk c/n 29629 (ex-RCAF 867) - Curtiss SB2C-5 Helldiver BuNo 83589 - Escuadrón Cactus/Ala de Texas Occidental - De Havilland DH-94 Moth Minor c/n N94DH - Ala del valle del río Grande - De Havilland Canada DHC-1 Chipmunk - Douglas A-26/B-26 Invader - Douglas A-26B-35DL Invader Spirit of Waco 41-39427 - Escuadrón Invader de la CAF - Douglas A-26C-40DT Invader Daisy Mae 44-35643 - Grupo Sierra Hotel A-26 - Douglas A-26C Invader Lady Liberty 41-39230 - Escuadrón Lady Liberty - Douglas B-23 Dragon, expuesto en el Cuartel General de la CAF - Douglas DC-3/C-47/C-53/R4D - Douglas C-47B Skytrain The Black Sparrow 44-77013 (USN R4D-7) - Ala de los Grandes Lagos - Douglas C-47 Skytrain That's All, Brother 42-92847 – Ala de Texas - Douglas C-53D-DO/DC-3A Skytrooper D-Day Doll 42-68830 - Ala de Inland Empire - Douglas R4D-6/C-47J Skytrain Ready 4 Duty BuNo 50783 - Ala de Dallas/Fort Worth - Douglas SBD-5 Dauntless BuNo 54532 - ERCO Ercoupe - Fairchild PT-19, PT-23 y PT-26 - Fairchild PT-19A- Ala del sur de California - Fairchild PT-19A 42-83435 - Escuadrilla de Birmingham - Fairchild PT-23A-HO 42-49250 - Ala del sur de California - Fairchild PT-26 - Ala de Wisconsin - Fairchild Cornell 42-65935 - Escuadrón de Highland Lakes - Fairchild UC-61 Argus/Forwarder - Fairchild F-12R46 Argus - Ala del sur de California - Fairchild F-12R Argus - Ala High Sky (pintado como el J2K) - Fleet 16B Finch c/n 383 - Ala del valle del río Grande - Focke-Wulf Fw 44J Stieglitz RF+GJ - Ala del valle del río Grande - Goodyear FG-1D Corsair 530 BuNo 92468 - CAF Corsair Sponsor Group, Base aérea Georgia - Grumman AF-2S Guardian BuNo 126731 - Base aérea Arizona - Grumman Avenger - Grumman/General Motors TBM-3E Avenger BuNo 53353 - Ala de Misuri - Grumman/General Motors TBM-3S Avenger BuNo 53503 - Ala de las Montañas Rocosas - Grumman/General Motors TBM-3S Avenger BuNo 91426 - Escuadrón de la Capital Nacional - Grumman/General Motors FM-2 Wildcat BuNo 86819 - Base aérea Arizona - Grumman F6F-5 Hellcat Minsi III - Ala del sur de California - Grumman F8F-2 Bearcat BuNo 122674 - Ala del sur de California - Grumman S-2B Tracker BuNo 136404 - Escuadrón Old Dominion (se desconoce su estado, se estrelló en 2007) - Hawker Sea Fury FB.10 c/n 41H-696792 (ex Royal Navy WJ288) - Escuadrón de Memphis - Interstate L-6 Grasshopper - Lockheed C-60 Lodestar - Lockheed Model 18-50 Lodestar c/n 18-2274 - Hampton Roads, Virginia, pintado como el 255884 - Lockheed C-60 Lodestar Goodtime Gal 42-56005 c/n 18-2478 - Ala de Houston | - Lockheed PV-2 Harpoon - Lockheed T-33 Shooting Star - McDonnell Douglas F-4N Phantom II BuNo 153016 - Base aérea Arizona - Messerschmitt Me 108 Taifun avión de entrenamiento/enlace alemán - Mikoyan-Gurevich MiG-15UTI 012 - Base aérea Arizona - Mikoyan-Gurevich MiG-15bis 4415 - Base aérea Arizona - Mikoyan-Gurevich MiG-17 - Base aérea Arizona - Mikoyan-Gurevich MiG-21PF Fishbed-D 507 - Base aérea Arizona - Mitsubishi A6M3 Modelo 22 Zero caza embarcado japonés - Ala del sur de California - Réplica del caza Mitsubishi A6M Zero (un North American T-6 Texan modificado) - Morane-Saulnier MS-502, pintado como un Fieseler Fi 156 Storch - s/n 361 Ala del valle del Delaware - Réplica del torpedero Nakajima B5N Kate (un Vultee BT-13 Valiant modificado) - Naval Aircraft Factory N3N-3 - Escuadrón de Houston Occidental - Naval Aircraft Factory N3N-3 N4009A - Escuadrón de High Sierra - North American AT-6 Texan (USN SNJ, RAF Harvard, diversos modelos) - North American Harvard II c/n 81-4099 - Ala Inland Empire - North American SNJ-4 Texan c/n 88-13041 - Escuadrón Buffalo Heritage - North American SNJ-4 Texan c/n 88-13517 - Escuadrón de Highland Lakes - North American SNJ-4 Texan c/n 88-10177 - Ala del sur de California - North American SNJ-5 Texan c/n 88-16676/42-84895/BuNo 84865 - Ala del sur de California - North American SNJ-5 Texan BuNo 90725 - Base aérea Arizona - North American SNJ-6 Texan BuNo 112180 - Ala de Minnesota - North American B-25 Mitchell - North American B-25J-5NC Yellow Rose 43-27868 - Ala de Texas Central - North American B-25J-10NC Maid in the Shade 43-35972 - Base aérea Arizona - North American B-25J-20NC Miss Mitchell 44-29869 - Ala de Minnesota - North American PBJ-1J-30NC Semper Fi 44-30988 - Ala del sur de California - North American B-25J-30NC Show Me 44-31385 - Ala de Misuri - North American B-25J-32NC Devil Dog 44-86758 - Escuadrón Devil Dog - North American NA-64 Yale (pintado como el BT-14) - North American P-51 Mustang - North American P-51C-10NT Mustang Tuskegee Airmen 42-103645 - Escuadrón Red Tail - North American P-51D-25-NA Mustang Man-O-War 44-72739 - Ala del sur de California - North American P-51D-25-NA Mustang Red Nose 44-73843 - Base aérea Georgia - North American T-28 Trojan - Piper L-4F - Republic P-47N-5RE Thunderbolt 44-88548 - Base aérea Georgia (en restauración) - Ryan PT-22 Recruit - Ryan PT-22 Recruit 41-1902 - Ala de Minnesota - Ryan L-17 Navion - Ryan Navion A N444AC - Escuadrón de Highland Lakes - Helicóptero Sikorsky UH-19D-2-Sl Chickasaw 54-1416 - Planeador de entrenamiento Schweizer TG-3A - Base aérea Arizona - Stinson AT-19 Reliant (Royal Navy) - Ala de las Carolinas - Stinson 108 (Patrulla Aérea Civil de la Segunda Guerra Mundial) - Stinson L-5 Sentinel (USN/Marines OY) - Stinson L-5E-1VW/OY-2 Sentinel Carin' Belle 44-18143/BuNo 04013 - Ala del valle del Ohio - Stinson L-5 Sentinel c/n 76-0272 - Ala de Dallas/Fort Worth - Stinson L-5 Sentinel Frozen Assets 42-98667 - Ala de Minnesota - Stinson L-9B Reliant - Supermarine Spitfire FR Mk.XIVe NH749 - Ala del sur de California - Taylorcraft L-2 - Vultee BT-13/BT-15/SNV - Vultee BT-13A 41-11538 - Ala de Minnesota - Vultee BT-13A Valiant - Vultee BT-13A 41-21178 - Ala de la costa del golfo - Yakovlev Yak-3UA - Ala del sur de California |

## AIRSHO

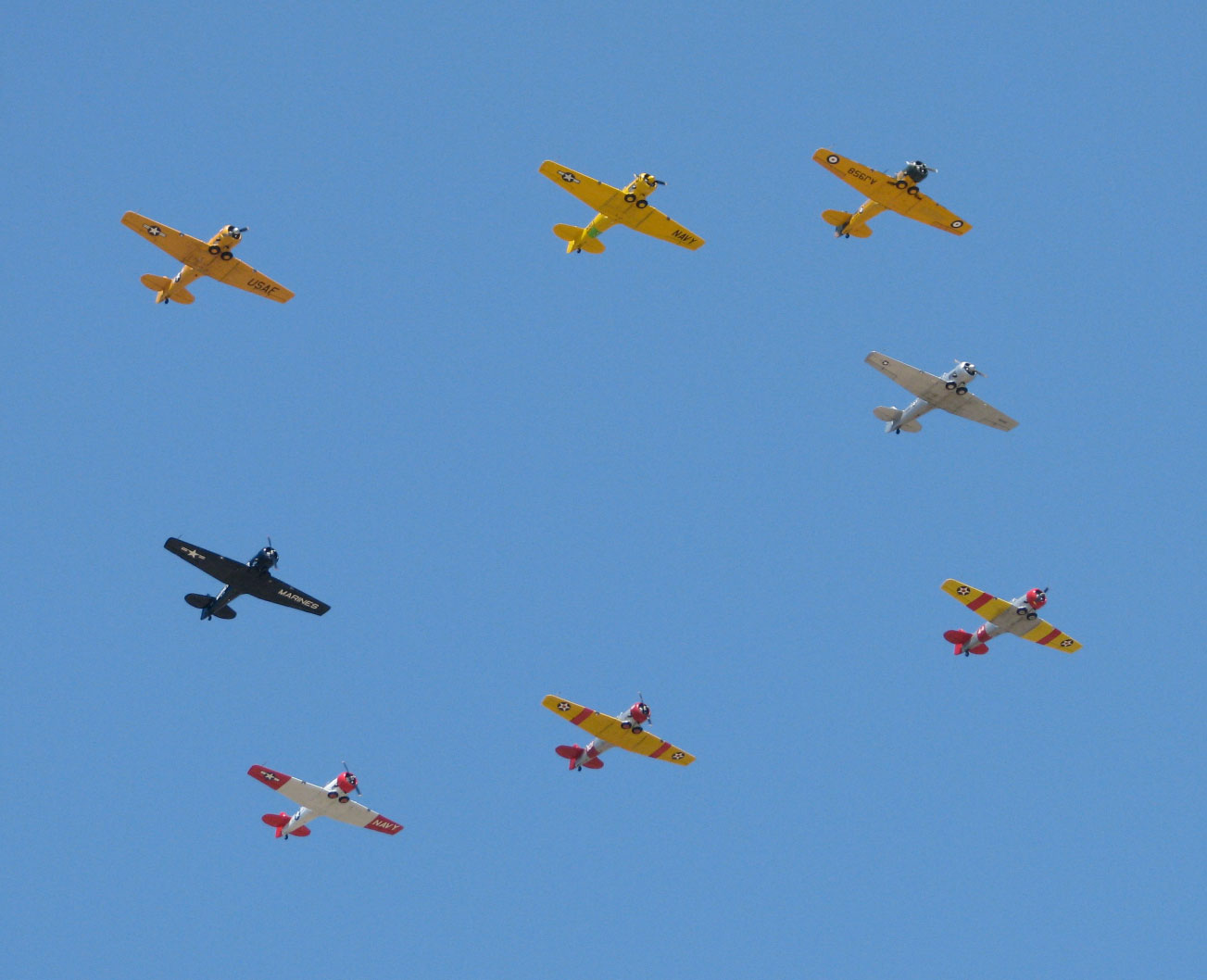
Vuelo en formación durante el CAF AIRSHO 2008.

AIRSHO es un evento anual en el Aeropuerto internacional de Midland que exhibe los aviones de la CAF. Porque sus aviones tienden a estar esparcidos sobre grandes distancias y la mayoría de los aviones del Ghost Squadron rara vez vuelan más de algunas horas desde sus bases, el AIRSHO también es una oportunidad de encuentro para los miembros de la CAF. Los aviones del Ghost Squadron usualmente asisten al AIRSHO anualmente. 

## Alas y escuadrones
La CAF tiene varias alas y escuadrones. A partir de 2013, un número limitado de unidades grandes puede ser designado como "base aérea". La primera es la Base aérea Arizona, ubicada en Falcon Field, en Mesa, Arizona, que fue redesignada en junio de 2013. La mayoría de las unidades de la CAF están en Estados Unidos, pero hay tres en el extranjero.

### Alas y escuadrones en los Estados Unidos
| - Alabama - Birmingham — Escuadrilla de Birmingham - Alaska - Anchorage — Ala Col Hunt Alaska - Arkansas - Little Rock — Ala Razorback - Arizona - Mesa — Base aérea Arizona en Falcon Field - California - Camarillo — Ala del sur de California - Modesto — Escuadrón del valle de California Central - Oakland — Ala del Golden Gate - Riverside — Ala Inland Empire - Sacramento — Escuadrón del delta del Sacramento - San Diego — Ala Group One - Upland — FM-2 Wildcat Sponsor Group - Colorado - Broomfield — Ala de Mile High - Grand Junction — Ala de las Montañas Rocosas - Dakota del Sur - Sioux Falls — Escuadrón Joe Foss - Florida - DeLand — Ala de Florida - Pensacola — Ala de Floribama - Shalimar — T-33 Sponsor Group - Georgia - Peachtree City — Ala Dixie - Idaho - Caldwell — Ala de Idaho - Indiana - Indianápolis — Ala de Indiana - Iowa - Council Bluffs — Ala Great Plains - Kansas - Kansas City — Ala Heart of America - Wichita — Ala Jayhawk - Luisiana - Nueva Orleans — Ala Big Easy - Minnesota - Red Wing — Escuadrón Red Tail - South St. Paul — Ala de Minnesota - Misisipi - Madison — Ala de Misisipi - Misuri - St. Charles — Ala de Misuri - Montana - Bozeman — Ala Big Sky - Nevada - Las Vegas — Ala de Nevada - Reno — Escuadrón High Sierra | - Nueva Jersey - Forked River — Ala del valle del Delaware - Nuevo México - Albuquerque — Ala Lobo - Oklahoma - Enid — Escuadrón Lady Liberty - Guymon — Ala de Cimmaron Strip - Oklahoma City — Ala de Oklahoma - Oklahoma City — Sierra Hotel Sponsor Group - Tulsa — Escuadrón Spirit of Tulsa - Tennessee - Memphis — Escuadrón Delta Blues/Escuadrón de Memphis - Texas - Aransas Pass — Tercer Escuadrón de costa Maxine Flourney - Brownsville — Ala del valle del río Grande - Burnet — Escuadrón Highland Lakes - Conroe — Ala de la costa del golfo - Corsicana — Escuadrón Coyote - Dallas — P-40 Sponsor Group - Dallas — Escuadrón Redbird - Dallas — Primer Destacamiento de Entrenamiento - Dallas — Escuadrón WASP - Fort Worth — Escuadrón B-29/B-24 - Fort Worth — Escuadrón Invader - Gainesville — Destacamiento de Fuerzas Terrestres - Georgetown — Escuadrón Devil Dog - Graham — Escuadrón Cactus - Houston — Ala de Houston - Lancaster — Ala de Dallas/Fort Worth - Marshall — Ala Lone Star - Midland — Destacamiento Blastards - Midland — Ala High Sky - Midland — Ala de Texas Occidental - Odessa — Escuadrón Desert - Pearland — Tora Sponsor Group - San Antonio — Ala Tex Hill - San Marcos — Ala Centex - Utah - Heber — Ala de Utah - Virginia - Franklin — Escuadrón Old Dominion - Culpeper — Ala Capital - Washington - Everett — Escuadrón Rainier - Wisconsin - Janesville — Ala CAF Tri-State - Superior — Escuadrón del lago Superior - Waukesha — Ala de Wisconsin - Unidades a nivel nacional - Destacamiento EOD - Destacamiento de Maestranza - Destacamiento de Seguridad |

### Alas y escuadrones internacionales
- Francia
  - Saint-Ange-le-Viel — Ala francesa[43]
- Nueva Zelanda
  - Auckland — Ala neozelandesa[43]
- Suiza
  - Olten — Ala suiza[43]